# タイセイビジョン
タイセイビジョン（欧字名:Taisei Vision、2017年2月26日 - 2023年1月31日）は、日本の競走馬。主な勝ち鞍は2019年の京王杯2歳ステークス、2020年のアーリントンカップ。
馬名の意味は、冠名＋先見の明。

## 戦績

### デビュー前
2017年2月26日、北海道安平町のノーザンファームで誕生。同年のセレクトセール当歳セッションにて1800万円(税別)で落札された。

### 2歳（2019年）
栗東・西村真幸厩舎に入厩。6月2日阪神の新馬戦に1番人気で出走。道中中団追走から4コーナーで先頭に立つと、最後はレッドブロンクスに2馬身半差をつけてデビュー戦を飾った。2戦目の函館2歳ステークスでは後方からレースを進め、直線で懸命に追い込んでくるもののビアンフェの2着に敗れる。11月2日東京の京王杯2歳ステークスでは中団のやや後ろからレースを進め、最後の直線で上がり最速となる33秒5の末脚を繰り出すと、最後は逃げ粘るビアンフェを捉えて重賞初制覇を飾るとともに、1分20秒8の東京2歳芝1400mレコードをマークした。初のGI出走となった朝日杯フューチュリティステークスはサリオスに次ぐ2番人気で出走、中団やや後方で脚を溜め、直線馬場の中程から伸びるもサリオスに2馬身半差の2着に敗れる。

### 3歳（2020年）
3歳初戦は朝日杯フューチュリティステークスと同じ舞台のアーリントンカップを選択、騎乗は新馬戦以来となる石橋脩に戻り、後方待機策から直線鋭く内から伸びて2着ギルデッドミラーに2馬身差をつける快勝。重賞2勝目を手にする。次走、NHKマイルカップは道中3番手でレースを進めたが、前の2頭を交わせず、ゴール直前にギルデッドミラーに交わされ4着、初めて連対を外す。その後は休養し、秋の復帰初戦、富士ステークスは直線伸びず5着。続くマイルチャンピオンシップは14着と惨敗、初めての二桁着順となる。

### 4歳（2021年）
明け4歳初戦、京都金杯は前目で競馬をし4着に入る。その後は5か月休養し、京王杯スプリングカップで復帰、2番人気となるが12着と惨敗に終わる。初の1200ｍ戦となったCBC賞は中団やや後方から追い込み4着に入った。続くセントウルステークスは7着に敗れた。次走、スプリンターズステークスはスタート直後に不利を受け12着と大敗した。11月の京阪杯はエイティーンガールには交わされたものの、これに次ぐ2着に好走。年末の阪神カップは後方からの追い込みで4着に入った。

### 5歳（2022年）
2月の阪急杯より始動し、8着に敗れる。夏のCBC賞と北九州記念は共に後方からの追い込み勝負で2着に好走したが、10月のスプリンターズステークスと11月の京阪杯は二桁順位の惨敗に終わった。

### 6歳（2023年）
次走に向けて一旦放牧に出されたが、1月31日、放牧先の滋賀県甲賀市のノーザンファームしがらきで急性心不全を発症し、死亡した。同日付で競走馬登録を抹消。

## 競走成績
以下の内容はnetkeiba.comの情報に基づく。
| 競走日     | 競馬場 | 競走名          | 格   | 距離（馬場）  | 頭 数 | 枠 番 | 馬 番 | オッズ （人気） | 着順 | タイム （上がり3F） | 着差 | 騎手        | 斤量 [kg] | 1着馬（2着馬）       | 馬体重 [kg] |
| ---------- | ------ | --------------- | ---- | ------------- | ----- | ----- | ----- | --------------- | ---- | ------------------- | ---- | ----------- | --------- | -------------------- | ----------- |
| 2019.06.02 | 阪神   | 2歳新馬         |      | 芝1400m（良） | 11    | 6     | 6     | 002.80（1人）   | 01着 | R1:23.0（36.1）     | -0.4 | 0石橋脩     | 54        | （レッドブロンクス） | 454         |
| 0000.07.21 | 函館   | 函館2歳S        | GIII | 芝1200m（良） | 15    | 3     | 5     | 004.10（2人）   | 02着 | R1:09.5（34.7）     | -0.3 | 0C.ルメール | 54        | ビアンフェ           | 456         |
| 0000.11.02 | 東京   | 京王杯2歳S      | GII  | 芝1400m（良） | 10    | 4     | 4     | 002.10（1人）   | 01着 | R1:20.8（33.5）     | -0.3 | 0C.ルメール | 55        | （ビアンフェ）       | 460         |
| 0000.12.15 | 阪神   | 朝日杯FS        | GI   | 芝1600m（良） | 16    | 4     | 8     | 005.80（2人）   | 02着 | R1:33.4（35.3）     | -0.4 | 0武豊       | 55        | サリオス             | 464         |
| 2020.04.18 | 阪神   | アーリントンC   | GIII | 芝1600m（稍） | 12    | 5     | 6     | 003.00（1人）   | 01着 | R1:34.3（36.2）     | -0.3 | 0石橋脩     | 56        | （ギルデッドミラー） | 474         |
| 0000.05.10 | 東京   | NHKマイルC      | GI   | 芝1600m（良） | 18    | 1     | 2     | 004.90（2人）   | 04着 | R1:32.8（36.1）     | -0.3 | 0石橋脩     | 57        | ラウダシオン         | 468         |
| 0000.10.24 | 東京   | 富士S           | GII  | 芝1600m（良） | 12    | 2     | 2     | 006.20（3人）   | 05着 | R1:34.0（35.4）     | -0.6 | 0石橋脩     | 54        | ヴァンドギャルド     | 468         |
| 0000.11.22 | 阪神   | マイルCS        | GI   | 芝1600m（良） | 17    | 7     | 13    | 182.4（12人）   | 14着 | R1:33.2（34.2）     | -1.2 | 0石橋脩     | 56        | グランアレグリア     | 468         |
| 2021.01.05 | 中京   | 京都金杯        | GIII | 芝1600m（良） | 16    | 7     | 14    | 024.10（7人）   | 04着 | R1:33.4（34.3）     | -0.3 | 0石橋脩     | 56        | ケイデンスコール     | 490         |
| 0000.05.15 | 東京   | 京王杯SC        | GII  | 芝1400m（良） | 17    | 7     | 14    | 004.30（2人）   | 12着 | R1:20.5（33.3）     | -0.7 | 0C.ルメール | 56        | ラウダシオン         | 486         |
| 0000.07.04 | 小倉   | CBC賞           | GIII | 芝1200m（良） | 13    | 1     | 1     | 007.70（3人）   | 04着 | R1:06.3（33.3）     | -0.3 | 0川田将雅   | 57        | ファストフォース     | 482         |
| 0000.09.12 | 中京   | セントウルS     | GII  | 芝1200m（良） | 17    | 3     | 5     | 029.10（7人）   | 07着 | R1:07.7（32.7）     | -0.5 | 0石橋脩     | 56        | レシステンシア       | 470         |
| 0000.10.03 | 中山   | スプリンターズS | GI   | 芝1200m（良） | 16    | 4     | 7     | 059.9（11人）   | 12着 | R1:08.3（33.2）     | -1.2 | 0三浦皇成   | 57        | ピクシーナイト       | 474         |
| 0000.11.28 | 阪神   | 京阪杯          | GIII | 芝1200m（良） | 16    | 3     | 5     | 010.40（3人）   | 02着 | R1:08.9（33.8）     | -0.1 | 0幸英明     | 57        | エイティーンガール   | 474         |
| 0000.12.25 | 阪神   | 阪神C           | GII  | 芝1400m（良） | 18    | 1     | 1     | 028.6（10人）   | 04着 | R1:20.7（34.1）     | -0.4 | 0三浦皇成   | 57        | グレナディアガーズ   | 478         |
| 2022.02.27 | 阪神   | 阪急杯          | GIII | 芝1400m（良） | 14    | 6     | 9     | 006.50（3人）   | 08着 | R1:20.8（34.8）     | -0.9 | 0幸英明     | 56        | ダイアトニック       | 482         |
| 0000.04.10 | 中山   | 春雷S           | L    | 芝1200m（良） | 16    | 7     | 13    | 004.80（2人）   | 02着 | R1:07.3（32.8）     | -0.5 | 0菅原明良   | 57        | ヴェントヴォーチェ   | 476         |
| 0000.07.03 | 小倉   | CBC賞           | GIII | 芝1200m（良） | 17    | 4     | 8     | 005.70（3人）   | 02着 | R1:06.4（33.5）     | -0.6 | 0川田将雅   | 57        | テイエムスパーダ     | 478         |
| 0000.08.21 | 小倉   | 北九州記念      | GIII | 芝1200m（良） | 18    | 2     | 3     | 006.20（3人）   | 02着 | R1:07.1（33.3）     | -0.2 | 0川田将雅   | 57        | ボンボヤージ         | 476         |
| 0000.10.02 | 中山   | スプリンターズS | GI   | 芝1200m（良） | 16    | 5     | 10    | 019.80（6人）   | 13着 | R1:08.5（34.4）     | -0.7 | 0福永祐一   | 57        | ジャンダルム         | 470         |
| 0000.11.27 | 阪神   | 京阪杯          | GIII | 芝1200m（良） | 16    | 6     | 11    | 015.60（8人）   | 14着 | R1:08.7（33.2）     | -1.5 | 0三浦皇成   | 58        | トウシンマカオ       | 482         |

- タイム欄のRはレコード勝ちを示す

## 血統表
| タイセイビジョンの血統                                | タイセイビジョンの血統                     | タイセイビジョンの血統    | （血統表の出典）          | （血統表の出典）  |
| 父系                                                  | ノーザンダンサー系                         | ノーザンダンサー系        | ノーザンダンサー系        | [ § 2 ]           |
| 父 *タートルボウル Turtle Bowl 鹿毛 2002 アイルランド | 父の父Dyhim Diamond 栗毛 1994 アイルランド | Night Shift               | Northern Dancer           | Northern Dancer   |
| 父 *タートルボウル Turtle Bowl 鹿毛 2002 アイルランド | 父の父Dyhim Diamond 栗毛 1994 アイルランド | Night Shift               | Ciboulette                |                   |
| 父 *タートルボウル Turtle Bowl 鹿毛 2002 アイルランド | 父の父Dyhim Diamond 栗毛 1994 アイルランド | Happy Landing             | Homing                    | Homing            |
| 父 *タートルボウル Turtle Bowl 鹿毛 2002 アイルランド | 父の父Dyhim Diamond 栗毛 1994 アイルランド | Happy Landing             | Laughing Goddess          |                   |
| 父 *タートルボウル Turtle Bowl 鹿毛 2002 アイルランド | 父の母Clara Bow 鹿毛 1990 フランス         | Top Ville                 | High Top                  | High Top          |
| 父 *タートルボウル Turtle Bowl 鹿毛 2002 アイルランド | 父の母Clara Bow 鹿毛 1990 フランス         | Top Ville                 | Sega Ville                |                   |
| 父 *タートルボウル Turtle Bowl 鹿毛 2002 アイルランド | 父の母Clara Bow 鹿毛 1990 フランス         | Kamiya                    | Kalamoun                  | Kalamoun          |
| 父 *タートルボウル Turtle Bowl 鹿毛 2002 アイルランド | 父の母Clara Bow 鹿毛 1990 フランス         | Kamiya                    | Shahinaaz                 |                   |
| 母 ソムニア 栗毛 2007                                 | 母の父スペシャルウィーク 黒鹿毛 1995       | *サンデーサイレンス       | Halo                      | Halo              |
| 母 ソムニア 栗毛 2007                                 | 母の父スペシャルウィーク 黒鹿毛 1995       | *サンデーサイレンス       | Wishing Well              |                   |
| 母 ソムニア 栗毛 2007                                 | 母の父スペシャルウィーク 黒鹿毛 1995       | キャンペンガール          | マルゼンスキー            | マルゼンスキー    |
| 母 ソムニア 栗毛 2007                                 | 母の父スペシャルウィーク 黒鹿毛 1995       | キャンペンガール          | レディーシラオキ          |                   |
| 母 ソムニア 栗毛 2007                                 | 母の母ドリームスケイプ 鹿毛 2001           | *エルコンドルパサー       | Kingmambo                 | Kingmambo         |
| 母 ソムニア 栗毛 2007                                 | 母の母ドリームスケイプ 鹿毛 2001           | *エルコンドルパサー       | *サドラーズギャル         |                   |
| 母 ソムニア 栗毛 2007                                 | 母の母ドリームスケイプ 鹿毛 2001           | ドリームビジョン          | *ノーザンテースト         | *ノーザンテースト |
| 母 ソムニア 栗毛 2007                                 | 母の母ドリームスケイプ 鹿毛 2001           | ドリームビジョン          | *ハニードリーマー         |                   |
| 母系(F-No.)                                           | (FN:23-b)                                  | (FN:23-b)                 | (FN:23-b)                 | [ § 3 ]           |
| 5代内の近親交配                                       | Northern Dancer 4x5=9.38%                  | Northern Dancer 4x5=9.38% | Northern Dancer 4x5=9.38% | [ § 4 ]           |
| 出典                                                  | 1. 2. 3. 4.                                | 1. 2. 3. 4.               | 1. 2. 3. 4.               | 1. 2. 3. 4.       |

祖母の半兄にアロハドリーム（中京記念・函館記念）、半兄にユートピア（海外重賞2勝）がいる。